# Fontane di Milano

## Fontane antiche
- “Fontana del Piermarini”:  si trova in Piazza Fontana a Milano e fu realizzata nel 1782 da Giuseppe Piermarini. La fontana già in origine recuperava l’acqua dal vicino fiume Seveso ma Piermarini incontrò non pochi problemi a causa delle pendenze insufficienti.

## Fontane moderne
- Fontana di San Francesco:  dedicata a San Francesco, venne edificata nel 1927 in pietra e bronzo, realizzata dallo scultore Giannino Castiglioni si trova nel sagrato della Chiesa di San Angelo.
- Fontana delle quattro stagioni (1927): fu inaugurata il 12 aprile 1927 in occasione dell'apertura dell'ottava Fiera Campionaria di Milano. Architetto Remo Gerla, sculture di Eros Pellini (1953);
- Fontana di Piazza Castello:  si trova davanti alla Torre del Filarete, porta centrale d’accesso al Castello Sforzesco, realizzata alla fine del 1930.
- I bagni misteriosi:  Si trova nel Parco Sempione nei giardini del Museo della Triennale di Milano, è stata realizzata dallo scultore Giorgio De Chirico nel 1973 in occasione della XV Triennale di Milano.  Attualmente all'interno del Museo del Novecento all'Arengario, sono esposte le sculture originali dei bagnanti e del pesce, mentre nella sede originale è stata lasciata una copia.[1]
- Fontana dei Laghi, fiumi e Monti di Lombardia:  Si trova in piazza San Babila e fu realizzata dall'architetto Luigi Caccia Dominioni nel 1997.
- Fontana dell’Ago, filo e nodo:  si trova in Piazzale Luigi Cadorna, è stata realizzata nel 2000 dall'architetto Gae Aulenti che coinvolse i coniugi svedesi Claes Oldenburg e Coosje van Bruggen per rappresentare il connubio tra moda e design a Milano.

## Vedovelle (oDraghi verdi)

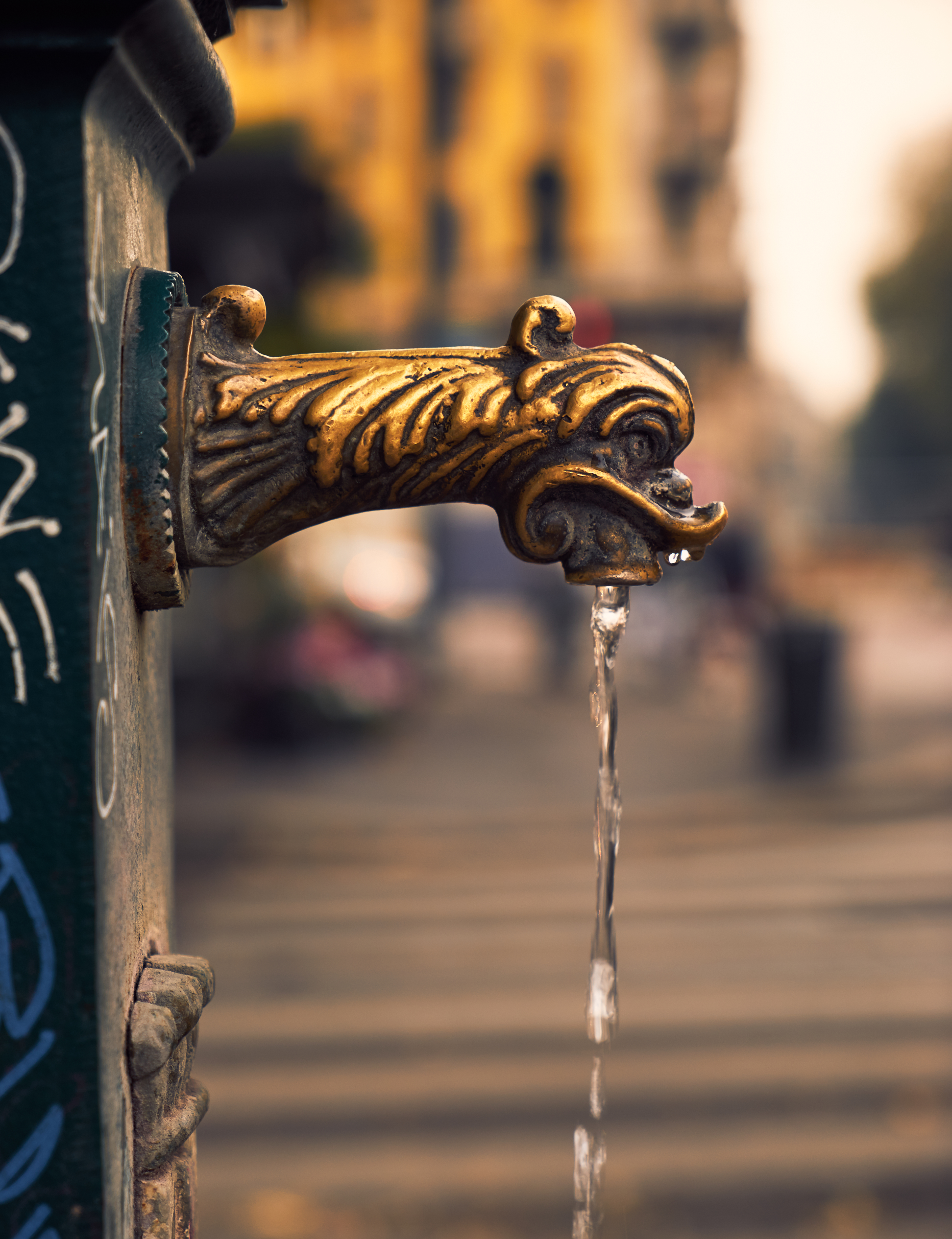
Un drago

Vengono chiamate popolarmente in questo modo le fontanelle comunali di Milano, che in strada forniscono acqua potabile a persone e animali, senza rubinetti e senza interruzione. 
Normalmente situate nei giardini pubblici, queste fontanelle, popolarmente chiamate vedovelle e realizzate seguendo il disegno originale di fine Ottocento dell'architetto Luca Beltrami, sono strutture di ghisa, dipinte di verde (da qui il nomignolo di "draghi verdi) e con il  bocchettone in ottone a forma di testa di drago ad imitazione dei doccioni del Duomo (). Un semplice sistema idraulico permette di produrre uno zampillo che, indirizzato verso l'alto, rende possibile bere a garganella senza fare entrare in contatto le labbra con l'ugello di uscita dell'acqua. Alla base della fontanella una piccola vasca funge da abbeveratoio per animali.
A oggi (2022) sono circa 580, in città, e il loro continuo sgorgare svolge anche funzioni tecnicamente utili: raffresca l'acqua corrente mantenendola in movimento costante, contribuisce allo sfiato  della rete acquedottistica, e alla fine del percorso, attraverso i depuratori, va ad alimentare la rete di irrigazione agricola.
La più centrale e nota di queste fontanelle si trova in piazza della Scala e, diversamente dalle altre, fu realizzata interamente in bronzo su disegno dello stesso Beltrami e posta in loco nel 1914 in sostituzione della precedente che lì si trovava almeno dall'anno 1875.